# كاو يو
كاو يو هي نحّاتة وفنانة صينية، ولدت في 1988 في لياونينغ في الصين.